# Andreas Prater
Andreas R. Prater (* 6. April 1945 in Teisendorf; † 23. April 2022 in München) war ein deutscher Kunsthistoriker.

## Leben
Er wurde 1974 an der Universität Salzburg mit der Dissertation Michelangelos Capella Medicea. Beobachtungen zur Architektur und zum Ornament promoviert. 1984 habilitierte er sich an der  Universität München im Fach Mittlere und Neuere Kunstgeschichte und war seitdem dort als Privatdozent mit einer Lehrverpflichtung von acht Semesterwochenstunden tätig. 1987 wurde er C3-Professor für Kunstgeschichte der Universität Gießen. Er lehrte als C3-Professor von 1992 bis zu seinem Ruhestand 2010 an der Universität Freiburg im Breisgau. Seine Interessen- und Forschungsgebiete waren Hochrenaissance und Barock, Michelangelo, Raffael, Caravaggio, Ornamentik und Emblematik.

## Schriften (Auswahl)
- Cellinis Salzfaß für Franz I. Ein Tischgerät als Herrschaftszeichen. Stuttgart 1988, ISBN 3-515-05245-3.
- Licht und Farbe bei Caravaggio. Studien zur Ästhetik und Ikonologie des Helldunkels. Stuttgart 1992, ISBN 3-515-05441-3.
- Vermeer und Epikur. Lebenslust in der Kunst der Frühaufklärung. Berlin 2021, ISBN 3-11-068289-3.